# JNR-Klasse D50
Die Baureihe D50 war eine japanische Mikado-Dampflok, die von der Baureihe 9600 abstammt und als Vorbild für die D51 diente.

## Geschichte
380 Maschinen dieses Typs wurden zwischen 1923 und 1931 in Betrieb genommen. Zunächst wurden sie als Klasse 9900 eingeordnet. 1928 erfolgte die Umzeichnung der bis dahin produzierten  276 Exemplare in die Klasse D50. Hersteller waren die Firmen Kawasaki, Hitachi, Kisha Seizō und Nippon Sharyō. Die letzten Maschinen wurden 1971 in Wakamatsu (heute ein Teil von Kitakyūshū) aus dem Plandienst genommen, gelegentlich aber noch bis ins Jahr 1972 eingesetzt.

## Export nach China
16 Maschinen des Jahres 1923 wurden direkt nach China überführt, um bei der Jichang Jidun Railway in Manchuria zu fahren. Nach dem Zweiten Weltkrieg wurden sie alle von der neuen chinesischen Staatsbahn übernommen und 1959 als Baureihe JF5 eingetragen. Im Jahr 1939 kam auch noch D50 193 dazu.

## Technische Daten
Sie besitzt die Mikado-Achsfolge 1’D1’ oder 2-8-2. Die zweizylindrige Mikado erreicht eine Höchstgeschwindigkeit von 75 km/h.

## Umbau zur D60
78 Exemplare der Baureihe D50 wurden von 1951 bis 1956 zur Klasse D60 mit der Achsfolge 1’D2’ (Berkshire) umgebaut. Ihre Höchstgeschwindigkeit betrug schon 80 km/h. Zuständig für den Umbau waren die JNR-Werke in Hamamatsu, Nagano und Tsuchizaki. Auch von den neueren Baureihen D51 und D52 wurden einige Exemplare in die Baureihen D61 und D62 umgebaut. Ziel war es, die ältere Reihe 9600 zu ersetzen. Von 1966 bis August 1974 wurden alle Maschinen ausgemustert.